# Bonaventura Cipriani
Bonaventura Cipriani (Godega di Sant'Urbano, 26 dicembre 1826 – 16 settembre 1887) è stato un patriota italiano; partecipò alla Spedizione dei Mille.

## Biografia
Nacque nel 1826 a Godega, in provincia di Treviso. Per partecipare alla Spedizione dei Mille disertò dalle truppe della Lega dell'Italia Centrale. Venne ferito gravemente durante gli scontri di Palermo e fu promosso ufficiale.
Dopo la spedizione prese la residenza a Taranto, dove divenne aiutante maggiore della Guardia Nazionale Mobile della città, e successivamente in Campania.